# The Ting Tings
The Ting Tings sind ein englisches Popduo. Sie wurden 2007 von dem Schlagzeuger Jules De Martino und der Sängerin Katie White in Islington Mill, Salford, einer Stadt im Nordwesten Englands bei Manchester, gegründet. Die Musik der Band weist starke elektronische Einflüsse auf.

## Werdegang
Die Leadsängerin Katie White war als Teenager Mitglied der Riot-Grrrl-Gruppe TKO, ein Akronym für Technical Knock Out. Zusammen mit zwei Freundinnen begleitete sie Bands wie Steps oder Five. Die Band blieb jedoch ohne Plattenvertrag und Veröffentlichung. Als sie mit ihrem Schulabschluss fertig war, traf sie den Schlagzeuger Jules De Martino und rief mit ihm The Ting Tings ins Leben.
Ende April 2008 fand ihr Song Shut Up and Let Me Go in einem Werbespot für den Apple iPod Verwendung, ebenso 2009 in einem Werbespot für Fanta sowie das Instrumental als Präsentationsmusik zum 25-jährigen Jubiläum von RTL.
Eine Woche vor dem Erscheinen ihres Debütalbums wurde die Single That's Not My Name wiederveröffentlicht und konnte diesmal auf Anhieb Platz eins in Großbritannien erobern. Zudem wurde das Lied in mehreren Filmen (z. B. Honey 2) gespielt. Das Album We Started Nothing folgte eine Woche später und erreichte ebenfalls Platz eins der Albumcharts.
Im Juni 2008 traten sie auf dem Glastonbury Festival auf, am 19. Juni 2009 hatten The Ting Tings einen Auftritt beim Hurricane Festival und beim Southside Festival. Fast einen Monat später gab es auch noch einen Auftritt beim legendären Sziget Festival.
2009 wurde die Band mit dem Ivor Novello Award ausgezeichnet. Des Weiteren erhielten sie eine Nominierung als Best New Artist für die Grammy Awards 2010.
Die Band war bis 2012 bei Columbia unter Vertrag. Ihre nachfolgenden Alben Super Critical (2014) und The Black Light (2018), die nicht mehr an die vorherigen Erfolge anknüpfen konnten, erschienen auf dem eigenen Indie-Label Finca.
Im Januar 2022 ging ihr größter Hit That's Not My Name dank einer TikTok-Challenge viral, bei der in erster Linie Schauspieler wie Reese Witherspoon oder Drew Barrymore die Titelzeile nutzten, um ihre populärsten Rollennamen in Erinnerung zu rufen.

## Diskografie

### Alben
- 2008: We Started Nothing
- 2012: Sounds from Nowheresville
- 2014: Super Critical
- 2018: The Black Light

### Singles
- 2007: That’s Not My Name/Great DJ
- 2007: Fruit Machine (Limitierte Auflage zu 500 Stück)
- 2008: Great DJ (Re-Release)
- 2008: That’s Not My Name (Re-Release)
- 2008: Shut Up and Let Me Go
- 2008: Be the One
- 2009: Fruit Machine (Re-Release)
- 2009: We Walk
- 2010: Hands
- 2011: Hang It Up
- 2012: Hit Me Down Sonny
- 2014: Wrong Club

## Auszeichnungen für Musikverkäufe
| Silberne Schallplatte - Frankreich - 2008: für das Album We Started Nothing Goldene Schallplatte - Australien - 2008: für das Album We Started Nothing - Dänemark - 2008: für die Single That’s Not My Name - Neuseeland - 2009: für die Single That’s Not My Name - 2024: für das Album We Started Nothing | Platin-Schallplatte - Australien - 2009: für die Single That’s Not My Name - Irland - 2008: für das Album We Started Nothing |

Anmerkung: Auszeichnungen in Ländern aus den Charttabellen bzw. Chartboxen sind in ebendiesen zu finden.
| Land/RegionAuszeichnungen für Musikverkäufe (Land/Region, Auszeichnungen, Verkäufe, Quellen) | Silber     | Gold     | Platin     | Verkäufe  | Quellen               |
| -------------------------------------------------------------------------------------------- | ---------- | -------- | ---------- | --------- | --------------------- |
| Australien (ARIA)                                                                            | —          | Gold1    | Platin1    | 105.000   | aria.com.au           |
| Dänemark (IFPI)                                                                              | —          | Gold1    | —          | 7.500     | Einzelnachweise       |
| Frankreich (SNEP)                                                                            | Silber1    | —        | —          | 35.000    | infodisc.fr           |
| Irland (IRMA)                                                                                | —          | —        | Platin1    | 15.000    | irishcharts.ie        |
| Neuseeland (RMNZ)                                                                            | —          | 2× Gold2 | —          | 15.000    | radioscope.net.nz NZ2 |
| Vereinigte Staaten (RIAA)                                                                    | —          | —        | 2× Platin2 | 2.000.000 | riaa.com              |
| Vereinigtes Königreich (BPI)                                                                 | Silber1    | —        | 3× Platin3 | 1.400.000 | bpi.co.uk             |
| Insgesamt                                                                                    | 2× Silber2 | 4× Gold4 | 7× Platin7 |           |                       |

## Auszeichnungen
- European Border Breakers Award
  - 2009: in der Kategorie „Best Album Great Britain“ (We Started Nothing)

- IDMA
  - 2009: in der Kategorie „Best Break-Through Artist (Group)“

- Ivor Novello Award
  - 2009: in der Kategorie „Album Awards“ (We Started Nothing)

- MTV Video Music Award
  - 2008: in der Kategorie „Best UK Video“ (Shut Up and Let Me Go)

- UK Festival Awards
  - 2008: in der Kategorie „Festival Pop Act“
  - 2008: in der Kategorie „Best Newcomer Awards“
  - 2008: in der Kategorie „Anthem of the Summer“

- Vodafone Live Music Award
  - 2008: in der Kategorie „Xfm Live Breakthrough Act“